# Fatos Beja
Fatos Asllan Beja (ur. 29 listopada 1948 we Wlorze) – albański polityk, filolog i dziennikarz, w latach 2008–2009 minister edukacji w rządzie Salego Berishy.

## Życiorys
W 1970 ukończył studia z zakresu języka i literatury albańskiej na Uniwersytecie Tirańskim i obronił pracę doktorską. W latach 1971–1982 pracował jako redaktor i tłumacz w Albańskiej Agencji Telegraficznej. W latach 1982–1984 był redaktorem czasopisma archeologicznego Iliria. W 1984 rozpoczął karierę naukową w Instytucie Językoznawstwa i Literaturoznawstwa, działającym przy Albańskiej Akademii Nauk. Równolegle prowadził wykłady dla studentów Uniwersytetu Tirańskiego. W 1991 związał się z opozycją demokratyczną.
W 1992 rozpoczął karierę polityczną, pełniąc funkcję doradcy prezydenta Salego Berishy ds. polityki międzynarodowej. W wyborach 1996 zdobył mandat deputowanego do parlamentu, rok później awansował do władz centralnych Demokratycznej Partii Albanii, w których pełnił funkcję sekretarza d.s. organizacyjnych.
W wyborach 2005 ponownie zdobył mandat deputowanego i objął stanowisko wiceprzewodniczącego parlamentu. W 2008 objął stanowisko ministra nauki i edukacji, które sprawował do września 2009. Odpowiadał za projekt wprowadzenia nowych podręczników do szkół i sfinansowania z budżetu państwa ich nabycia przez uczniów. 7 września 2009 otwierał obrady nowo wybranego parlamentu, w którym kierował komisją spraw zagranicznych. W parlamencie albańskim zasiadał do 2013. Po zakończeniu kariery parlamentarnej był członkiem senatu Uniwersytetu Barleti w Durrësie.

## Publikacje
- Fatos Beja: Krim lufte në Tivar : raport për Komisionin Parlamentar. Tirana: Klean, 2013. ISBN 978-9928-4161-6-2. Brak numerów stron w książce